# 茂舍祖站
茂舍祖站是位于中华人民共和国云南省昆明市石林彝族自治县西街口镇茂舍祖村的一个铁路车站，建于1997年，目前为五等站，隶属中国铁路昆明局集团管辖，西距昆明站121公里，东距威舍站187公里，南宁站707公里。该站仅办理昆明站与红果站间普慢列车的旅客乘降；不办理货运营业。